# Persoonlijke aanval
Een persoonlijke aanval is in de taal een geschreven of gesproken uiting die tot doel heeft andere persoon te kwetsen. Persoonlijke aanvallen komen in allerlei verschillende situaties voor. Zo kan een persoon geconfronteerd worden met een persoonlijke aanval op de werkvloer, maar ook thuis, in het uitgaansleven of op internet.

## Perceptie
Het effect van een persoonlijke aanval is sterk afhankelijk van hoe de ontvangende partij dit ervaart, de zogeheten perceptie. Wat door de een als doodnormaal wordt ervaren, kan door de ander als een compleet kwetsende opmerking worden gezien.

### Interpretatie
Ten eerste kan dit op het terrein van de betekenis liggen, en een uitvloeisel zijn van interpretatieverschillen. Woorden hebben niet alleen een letterlijke betekenis (de denotatie) maar ook een "gevoelswaarde" (de connotatie). Een woord dat voor de ene toehoorder een geheel neutrale betekenis heeft, kan voor de ander een sterk positieve of juist negatieve lading hebben. Hoe beter de aanvallende partij de ontvangende partij kent (bijvoorbeeld in een relatie, of tussen ouders en kinderen), des te effectiever kan de woordkeus zijn. Ook kan de persoonlijke aanval worden toegebracht middels een understatement en/of kan deze gepaard gaan met sarcasme.

### Aanval, kritiek, provocatie
Ten tweede kunnen conflicten ontstaan door verschillende opvattingen omtrent taalgebruik. Er is verschil tussen enerzijds een persoonlijke aanval, waarbij de persoon of integriteit van de ontvangende partij in het geding is; en anderzijds persoonlijke kritiek, waarbij een handeling of opstelling van die persoon ter sprake wordt gebracht. Terwijl een persoonlijke aanval nauwelijks constructief kan worden opgevat, is dat bij persoonlijke kritiek wel het geval: impliciet of expliciet kan deze kritiek een opbouwende suggestie tot verbetering inhouden.
Ook is het soms moeilijk om onderscheid te maken tussen een persoonlijke aanval en een provocatie. Die laatste is echter bedoeld om iemand uit de tent te lokken en tot een bepaalde actie of reactie te verleiden. Dat kan licht-humoristisch bedoeld zijn of ernstiger vormen aannemen. Zo kan een provocatie weliswaar, door het effect dat zij sorteert, het karakter van een persoonlijke aanval krijgen; maar de doelstelling die eraan ten grondslag ligt, is toch anders: geen aanval, veeleer uitlokking.

### Oneigenlijk label
Niet alles wat door de ontvanger als persoonlijke aanval wordt bestempeld, is dat ook werkelijk of is ook werkelijk als zodanig bedoeld. Een en ander hangt ook van de perceptie van de ontvanger af. Bij de overdreven neiging om opmerkingen van anderen als persoonlijke aanval te bestempelen, wordt ook wel gesproken van querulantenwaan waarbij de persoon de waan heeft dat elke actie van een ander, hoe onbetekenend ook, als groot onrecht jegens hemzelf bedoeld is.
Het kan ook voorkomen dat in een discussie de ontvangende partij met opzet opmerkingen van de ander als een persoonlijke aanval bestempelt. Dit kan, net als bij het bewust persoonlijk aanvallen van een ander, onderdeel zijn van de gesprekstechniek waarbij door het wisselen van communicatieniveau (van inhoud naar proces) de aandacht van de inhoud wordt weggehaald. Reden hiervoor is vaak een gebrek aan argumenten bij de zogenaamd beledigde partij die daarom de beschuldiging van een persoonlijke aanval lanceert in een bewuste poging zijn om de ander in diskrediet te brengen en daarmee discussie een andere - door hem gewenste - richting te geven.

## Soorten en domeinen
Iemand kan een persoonlijke aanval ondergaan of uitvoeren in vele verschillende soorten. Voorbeelden hiervan zijn: het uitlichten van ras, geaardheid, geloof en geslacht. Wat ook wordt toegepast is schelden in meer algemene zin. Ook bij discussie of debat komen persoonlijke aanvallen voor; een ad hominem-argument, waarbij de persoon zelf wordt aangevallen of belachelijk gemaakt in plaats van in te gaan op het argument dat deze gebruikt, is daarvan een voorbeeld. Of iemand kan worden aangevallen om het feit dat hij een bepaald standpunt verdedigt. De discussie gaat dan niet langer over dat standpunt zelf, maar over de kwaliteiten van degene die het onderschrijft.

## Redenen
De reden van persoonlijke aanvallen varieert eveneens, al is het vaak de enige uitweg die een persoon nog ziet aangezien hij/zij het meningsverschil met een gewone discussie niet meer weet op te lossen. Het is ook afhankelijk van de sociale en/of communicatieve vaardigheden van de gesprekspartners, of zij alternatieve oplossingsmogelijkheden zien. De 'aanleiding' wordt vaak gevormd door een meningsverschil dat de personen in kwestie met elkaar hebben. Ook kan een bepaald persoon een bepaalde handeling hebben verricht, waardoor de ander zich genoodzaakt voelt over te gaan tot een persoonlijke aanval. Verder kunnen verschillen in karakter of leefwijze tot dit soort conflicten leiden.

## Escalatie
Doorgaans reageert de ontvangende partij op de persoonlijke aanval met een tegenaanval. Die reactie roept vaak opnieuw een reactie op, waardoor er ruzie ontstaat of zelfs een slepend conflict. Vaak gaat een dergelijke ruzie verder met meerdere en steeds erger wordende persoonlijke aanvallen. Naarmate het conflict escaleert, wordt het voor de partijen vaak moeilijker nog afstand te nemen van de ingenomen positie: dit wordt dan wel als gezichtsverlies ervaren.
Ook de inhoud van een persoonlijke aanval kan sterk variëren.
Persoonlijke aanvallen kunnen kleinschalig plaatsvinden, bijvoorbeeld wanneer er een licht denigrerende opmerking wordt gemaakt, maar kunnen ook zeer serieuze vormen aannemen. Voorbeelden hiervan zijn bedreigingen, ongewenste intimiteiten of intimidatie.

## Oplossingen
Een eerste voorwaarde voor een oplossing ligt in de oplossingsgerichtheid van beide partijen. Die instelling kan uit een aantal oorzaken ontstaan:
- het besef dat "het zo niet verder kan"
- een wederzijds verlangen naar een consensus
- interventie (advies, appel, opdracht) van derden.

Remedies om ruzies en meerdere persoonlijke aanvallen te stoppen en/of te voorkomen zijn het negeren van verder commentaar, of het voorval proberen uit te praten zonder lelijke woorden te gebruiken. Ook bemiddeling door een derde persoon kan leiden tot een oplossing, die niet altijd hoeft te betekenen dat de in discussie zijnde personen het na afloop met elkaar eens zijn, maar wel dat ze elkaars keuze weten te respecteren.
Soms is professionele conflictbemiddeling noodzakelijk. Dit kan in de werksituatie plaatsvinden, maar ook tussen levenspartners. In andere gevallen is beroep op officiële instanties, zoals de Commissie Gelijke Behandeling, gewenst. In extreme gevallen kan uitsluitend een gang naar de rechter nog mogelijk zijn; deze zal zich vanuit zijn/haar bevoegdheden echter in de behandeling veelal beperken tot de juridische aspecten die aan de orde zijn.